# Стеценко, Николай Иванович
Николай Иванович Стеценко (18 мая 1932 года — октябрь 2000 года) — проходчик шахты имени Карла Маркса производственного объединения «Орджоникидзеуголь» Министерства угольной промышленности Украинской ССР, Донецкая область. Герой Социалистического Труда (1977).
В 1976 году бригада Николая Стеценко досрочно выполнила взятые на себя социалистические обязательства по добыче угля. Указом Президиума Верховного Совета СССР от 12 мая 1977 года  за выдающиеся успехи в выполнении социалистических обязательств по добыче угля и достижении высоких качественных показателей в работе удостоен звания Героя Социалистического Труда с вручением ордена Ленина и золотой медали «Серп и Молот».
Скончался в октябре 2000 года.